# Musée d'Art de Macao
Le musée d'Art de Macao (chinois traditionnel : 澳門藝術博物館 ; pinyin : àomén yìshù bówùguǎn , portugais : Museu de Arte de Macau) est un musée d'art situé à Macao, en Chine.

## Description
Le musée a été inauguré le 19 mars 1999. C'est le plus grand musée d'arts de Macao, avec des espaces d'exposition d'un total de 4000 m².
Les étages sont aménagés comme suit :
- Rez-de-chaussée : le « Zéro Square » (零層工作室) destiné aux enfants ;
- 1er étage : un auditoire, la boutique et un espace d'exposition temporaire ;
- 2ème étage : la galerie spéciale ;
- 3ème étage : les collections permanentes de musée ;
- 4ème étage : l'espace consacré à l'art traditionnel chinois[1].